# دريقة كليلة
دريقة كليلة (الاسم العلمي:Aspidistra retusa) هي نوع من النباتات تتبع جنس الدريقة من الفصيلة الهليونية. تم وصف هذا النوع من النبات علمياً لأول مرة من قبل كاي يونغ لانغ سنة 1981.